# جودی کمپل
جودی کمپل (انگلیسی: Jody Campbell؛ زادهٔ march ۴, ۱۹۶۰ (۶۵ سال)) ورزشکار واترپلو اهل ایالات متحده آمریکا است.
وی در مسابقات کشوری و بین‌المللی در مجموع برندهٔ ۲ مدال نقره شده‌است.